# Tichon (Łobkowski)
Tichon, imię świeckie Władimir Iwanowicz Łobkowski (ur. 1 grudnia 1968 w Briuchowieckiej) – rosyjski biskup prawosławny.

## Życiorys
Po ukończeniu szkoły średniej i odbyciu zasadniczej służby wojskowej, 28 sierpnia 1989 został wyświęcony na diakona przez arcybiskupa krasnodarskiego i noworosyjskiego Izydora (Kiriczenkę) oraz skierowany do pracy duszpasterskiej w soborze św. Katarzyny w Krasnodarze. 19 grudnia 1989 diakon Łobkowski złożył przed tym samym hierarchą wieczyste śluby zakonne, przyjmując imię Tichon na cześć świętego patriarchy moskiewskiego Tichona. 4 czerwca 1990 przyjął święcenia kapłańskie, nadal służąc w soborze w Krasnodarze, zaś do 1997 – również w innych parafiach eparchii. W 1997, na prośbę biskupa syktywkarskiego i workuckiego Pitirima (Wołoczkowa), przeszedł do eparchii syktywkarskiej i workuckiej jako przełożony monasteru Trójcy Świętej i św. Stefana w Ulianowej, którym był przez rok. W 1998 wrócił do eparchii jekaterinodarskiej jako proboszcz parafii Kazańskiej Ikony Matki Bożej w chutorze Baranikowskim. Ukończył w trybie zaocznym naukę w kijowskim seminarium duchownym, następnie w Kijowskiej Akademii Duchownej (2004). W 2001 mianowany ihumenem. Do 2004 pracował w różnych cerkwiach eparchii jekatierinodarskiej i kubańskiej; 30 grudnia tego samego roku został podniesiony do godności archimandryty.
3 kwietnia 2005 miała miejsce jego chirotonia na biskupa jejskiego, biskupa pomocniczego eparchii jekaterynodarskiej i kubańskiej. Od 27 maja 2009 jest ordynariuszem eparchii majkopskiej i adygejskiej. W 2016 podniesiony do godności arcybiskupa.